# El ego es el enemigo
El ego es el enemigo es el cuarto libro del autor Ryan Holiday, publicado el 14 de junio de 2016. Se trata de la naturaleza traicionera del ego.

## Fondo
Después de haber escrito anteriormente sobre obstáculos externos en su libro "El obstáculo es el camino", Holiday buscó responder preguntas sobre qué hacer cuando el mayor obstáculo es interno. En el prólogo del libro, Holiday explica cómo encontrar éxitos tempranos lo llevó a darse cuenta de que el ego puede nublar la ambición y obstaculizar el crecimiento personal y profesional, particularmente cuando los logros están ligados a la autoestima.
Holiday se tatuó el título de su libro en el antebrazo como recordatorio diario de su mensaje.

## Sinopsis
"El ego es el enemigo" plantea el argumento de que a menudo nuestros mayores problemas no son causados por factores externos como otras personas o circunstancias. En cambio, nuestros problemas surgen de nuestra propia actitud, egoísmo y ensimismamiento. En otras palabras, introducir el ego en una situación a menudo nos impide ser racionales, objetivos y lúcidos.
El libro no discute  el ego de Freud o egotismo como un término clínico, sino ego en un sentido coloquial, definido como "una creencia malsana en tu propia importancia." El libro también analiza la diferencia entre el ego y la confianza, y sostiene que la solución al problema del ego es la humildad, la autoconciencia, el propósito y el realismo.
El ego es el enemigo proporciona tanto cuentos con moraleja como anécdotas positivas sobre el ego, citando numerosas figuras históricas y contemporáneas como Christopher McCandless, George Marshall, John DeLorean, Larry Page,  Paul Graham, Steve Jobs y William Tecumseh Sherman.

## Recepción
El ego es el enemigo ha recibido críticas generalmente positivas, con   Outside Magazine  comentando, "Holiday saca la filosofía de las torres de marfil y traduce conceptos a menudo densos en conocimientos prácticos". El libro apareció en la  NPR  Book Concierge Guide To 2016's Great Reads.
En las semanas posteriores a su lanzamiento, el libro fue incluido por   Inc.  como uno de los libros de negocios de lectura obligada ese verano. El libro pasó a alcanzar las listas de los más vendidos por  USA Today ,  Chicago Tribune  y  Publishers Weekly .